# Philippe Vitel
Pour les articles homonymes, voir Vitel.
Philippe Vitel est un homme politique français, né le 22 février 1955 à Toulon (Var).

## Biographie
Chirurgien plasticien, il est le fils de Jean Vitel, ancien député du Var.
Il est élu député le 16 juin 2002, pour la XIIe législature (2002-2007), dans la 2e circonscription du Var. Il fait partie du groupe UMP. Il est réélu en 17 juin 2007 et en 17 juin 2012.
Il est investi en juillet 2013 par la commission nationale d'investiture de l'UMP pour conduire une liste de rassemblement lors des élections municipales à la Seyne-sur-Mer. Il y est nettement battu, finissant derrière la liste d'Union des Gauches et la liste Front national.
Il est investi tête de liste dans le cadre des élections régionales en PACA de 2015 pour l'UMP dans son départemental du Var. Il devient vice-président du conseil régional PACA chargé de l'identité régionale et des traditions. Il devient également président de la société du Canal de Provence.
Il soutient Nicolas Sarkozy pour la primaire présidentielle des Républicains de 2016.
Il est battu dès le 1er tour lors des élections législatives de juin 2017.

## Mandats
- 1996 - 2015 : conseiller général du Var (canton de Toulon-3)
- 2008 - 2011 : vice-président du conseil général du Var
- 2002 - 2017 : député de la Deuxième circonscription du Var
- Depuis le 18 décembre 2015 : vice-président de la Région PACA